# Liste der Gemeinden im Landkreis Hof

Karte des Landkreises Hof

Die Liste der Gemeinden im Landkreis Hof gibt einen Überblick über die Verwaltungseinheiten des Landkreises. Es gibt 27 politische Gemeinden, von denen 17 eine eigene Verwaltung haben, und 4 Verwaltungsgemeinschaften.

## Legende
- Verwaltungseinheit: Name der Gemeinde und Angabe der Gemeindeart: Gemeinde (–), Markt (M), Stadt (St) oder Name der Verwaltungsgemeinschaft. Einheitsgemeinden wie auch Verwaltungsgemeinschaften sind fett gedruckt
- Wappen: Wappen der Gemeinde
- GT: Gemeindeteile der Gemeinde. Der Wiki-Link ist mit der Gemeindegliederung der jeweiligen Gemeinde verknüpft.
- VG: Zeigt ggf. an, ob eine Gemeinde zu einer Verwaltungsgemeinschaft gehört
- Karte: Zeigt die Lage der Gemeinde im Landkreis
- Fläche: Fläche der Stadt beziehungsweise Gemeinde, angegeben in Quadratkilometer
- Einwohner: Zahl der Menschen, die in der Gemeinde beziehungsweise Stadt leben (Stand: 31. Dezember 2023[1])
- EW-Dichte: Angegeben ist die Einwohnerdichte, gerechnet auf die Fläche der Verwaltungseinheit, angegeben in Einwohner pro km2 (Stand: 31. Dezember 2023[2])
- Statistik: Link zur kommunalen Statistik des Bayerischen Landesamts für Statistik
- Website: Website der Gemeinde bzw. der Verwaltungsgemeinschaft

## Gemeinden
| Verwaltungseinheit             | Wappen                                         | GT | VG           | Karte                                                          | Fläche in km² | Einwohner      | Einwohner je km² | Statistik | Website |
| ------------------------------ | ---------------------------------------------- | -- | ------------ | -------------------------------------------------------------- | ------------- | -------------- | ---------------- | --------- | ------- |
| Landkreis Hof                  | Wappen des Landkreises Hof                     |    |              | Der Landkreis Hof                                              | 892,52        | 92675          | 104              | [ 3 ]     | [ 4 ]   |
| Feilitzsch, VG                 |                                                |    | Feilitzsch   | Lage der Verwaltungsgemeinschaft Feilitzsch im Landkreis Hof   | 85,53 (9.6 %) | 6100 (6.6 %)   | 71               |           |         |
| Lichtenberg, VG                |                                                |    | Lichtenberg  | Lage der Verwaltungsgemeinschaft Lichtenberg im Landkreis Hof  | 28,16 (3.2 %) | 1976 (2.1 %)   | 70               |           | [ 5 ]   |
| Schauenstein, VG               |                                                |    | Schauenstein | Lage der Verwaltungsgemeinschaft Schauenstein im Landkreis Hof | 36,91 (4.1 %) | 3083 (3.3 %)   | 84               |           |         |
| Sparneck, VG                   |                                                |    | Sparneck     | Lage der Verwaltungsgemeinschaft Sparneck im Landkreis Hof     | 38,26 (4.3 %) | 2714 (2.9 %)   | 71               |           |         |
| Bad Steben, M                  | Wappen der Gemeinde Bad Steben                 | 21 |              | Lage der Gemeinde Bad Steben im Landkreis Hof                  | 25,84 (2.9 %) | 3300 (3.6 %)   | 128              | [ 6 ]     | [ 7 ]   |
| Berg                           | Wappen der Gemeinde Berg                       | 30 |              | Lage der Gemeinde Berg im Landkreis Hof                        | 38,91 (4.4 %) | 1987 (2.1 %)   | 51               | [ 8 ]     | [ 9 ]   |
| Döhlau                         | Wappen der Gemeinde Döhlau                     | 7  |              | Lage der Gemeinde Döhlau im Landkreis Hof                      | 15,25 (1.7 %) | 3811 (4.1 %)   | 250              | [ 10 ]    | [ 11 ]  |
| Feilitzsch                     | Wappen der Gemeinde Feilitzsch                 | 9  | Feilitzsch   | Lage der Gemeinde Feilitzsch im Landkreis Hof                  | 30,22 (3.4 %) | 2680 (2.9 %)   | 89               | [ 12 ]    | [ 13 ]  |
| Gattendorf                     | Wappen der Gemeinde Gattendorf                 | 13 | Feilitzsch   | Lage der Gemeinde Gattendorf im Landkreis Hof                  | 22,19 (2.5 %) | 1050 (1.1 %)   | 47               | [ 14 ]    | [ 15 ]  |
| Geroldsgrün                    | Wappen der Gemeinde Geroldsgrün                | 21 |              | Lage der Gemeinde Geroldsgrün im Landkreis Hof                 | 15,57 (1.7 %) | 2630 (2.8 %)   | 169              | [ 16 ]    | [ 17 ]  |
| Helmbrechts, St                | Wappen der Gemeinde Helmbrechts                | 40 |              | Lage der Gemeinde Helmbrechts im Landkreis Hof                 | 58,72 (6.6 %) | 8116 (8.8 %)   | 138              | [ 18 ]    | [ 19 ]  |
| Issigau                        | Wappen der Gemeinde Issigau                    | 14 | Lichtenberg  | Lage der Gemeinde Issigau im Landkreis Hof                     | 18,69 (2.1 %) | 977 (1.1 %)    | 52               | [ 20 ]    | [ 21 ]  |
| Köditz                         | Wappen der Gemeinde Köditz                     | 16 |              | Lage der Gemeinde Köditz im Landkreis Hof                      | 31,44 (3.5 %) | 2336 (2.5 %)   | 74               | [ 22 ]    | [ 23 ]  |
| Konradsreuth                   | Wappen der Gemeinde Konradsreuth               | 36 |              | Lage der Gemeinde Konradsreuth im Landkreis Hof                | 43,25 (4.8 %) | 3169 (3.4 %)   | 73               | [ 24 ]    | [ 25 ]  |
| Leupoldsgrün                   | Wappen der Gemeinde Leupoldsgrün               | 6  | Schauenstein | Lage der Gemeinde Leupoldsgrün im Landkreis Hof                | 10,25 (1.1 %) | 1215 (1.3 %)   | 119              | [ 26 ]    | [ 27 ]  |
| Lichtenberg, St                | Wappen der Gemeinde Lichtenberg                | 8  | Lichtenberg  | Lage der Gemeinde Lichtenberg im Landkreis Hof                 | 9,47 (1.1 %)  | 999 (1.1 %)    | 105              | [ 28 ]    | [ 29 ]  |
| Münchberg, St                  | Wappen der Gemeinde Münchberg                  | 60 |              | Lage der Gemeinde Münchberg im Landkreis Hof                   | 68,79 (7.7 %) | 10015 (10.8 %) | 146              | [ 30 ]    | [ 31 ]  |
| Naila                          | Wappen der Gemeinde Naila                      | 37 |              | Lage der Gemeinde Naila im Landkreis Hof                       | 37,05 (4.2 %) | 7535 (8.1 %)   | 203              | [ 32 ]    | [ 33 ]  |
| Oberkotzau, M                  | Wappen der Gemeinde Oberkotzau                 | 8  |              | Lage der Gemeinde Oberkotzau im Landkreis Hof                  | 21,51 (2.4 %) | 5313 (5.7 %)   | 247              | [ 34 ]    | [ 35 ]  |
| Regnitzlosau                   | Wappen der Gemeinde Regnitzlosau               | 31 |              | Lage der Gemeinde Regnitzlosau im Landkreis Hof                | 39,90 (4.5 %) | 2193 (2.4 %)   | 55               | [ 36 ]    | [ 37 ]  |
| Rehau, St                      | Wappen der Gemeinde Rehau                      | 29 |              | Lage der Gemeinde Rehau im Landkreis Hof                       | 80,33 (9 %)   | 9015 (9.7 %)   | 112              | [ 38 ]    | [ 39 ]  |
| Schauenstein, St               | Wappen der Gemeinde Schauenstein               | 18 | Schauenstein | Lage der Gemeinde Schauenstein im Landkreis Hof                | 26,66 (3 %)   | 1868 (2 %)     | 70               | [ 40 ]    | [ 41 ]  |
| Schwarzenbach am Wald, St      | Wappen der Gemeinde Schwarzenbach am Wald      | 41 |              | Lage der Gemeinde Schwarzenbach am Wald im Landkreis Hof       | 36,71 (4.1 %) | 4313 (4.7 %)   | 117              | [ 42 ]    | [ 43 ]  |
| Schwarzenbach an der Saale, St | Wappen der Gemeinde Schwarzenbach an der Saale | 27 |              | Lage der Gemeinde Schwarzenbach an der Saale im Landkreis Hof  | 59,16 (6.6 %) | 6614 (7.1 %)   | 112              | [ 44 ]    | [ 45 ]  |
| Selbitz, St                    | Wappen der Gemeinde Selbitz                    | 17 |              | Lage der Gemeinde Selbitz im Landkreis Hof                     | 27,75 (3.1 %) | 4192 (4.5 %)   | 151              | [ 46 ]    | [ 47 ]  |
| Sparneck, M                    | Wappen der Gemeinde Sparneck                   | 12 | Sparneck     | Lage der Gemeinde Sparneck im Landkreis Hof                    | 16,36 (1.8 %) | 1515 (1.6 %)   | 93               | [ 48 ]    | [ 49 ]  |
| Stammbach                      | Wappen der Gemeinde Stammbach                  | 45 |              | Lage der Gemeinde Stammbach im Landkreis Hof                   | 34,67 (3.9 %) | 2347 (2.5 %)   | 68               | [ 50 ]    | [ 51 ]  |
| Töpen                          | Wappen der Gemeinde Töpen                      | 9  | Feilitzsch   | Lage der Gemeinde Töpen im Landkreis Hof                       | 20,80 (2.3 %) | 995 (1.1 %)    | 48               | [ 52 ]    | [ 53 ]  |
| Trogen                         | Wappen der Gemeinde Trogen                     | 7  | Feilitzsch   | Lage der Gemeinde Trogen im Landkreis Hof                      | 12,32 (1.4 %) | 1375 (1.5 %)   | 112              | [ 54 ]    | [ 55 ]  |
| Weißdorf                       | Wappen der Gemeinde Weißdorf                   | 13 | Sparneck     | Lage der Gemeinde Weißdorf im Landkreis Hof                    | 21,90 (2.5 %) | 1199 (1.3 %)   | 55               | [ 56 ]    | [ 57 ]  |
| Zell im Fichtelgebirge, M      | Wappen der Gemeinde Zell im Fichtelgebirge     | 17 |              | Lage der Gemeinde Zell im Fichtelgebirge im Landkreis Hof      | 31,25 (3.5 %) | 1916 (2.1 %)   | 61               | [ 58 ]    | [ 59 ]  |